# Seluv
Seluv (mađ. Szellő) je selo u južnoj Mađarskoj.
Zauzima površinu od 5,96 km četvornih.

## Zemljopisni položaj
Nalazi se na 46°4' sjeverne zemljopisne širine i 18°28' istočne zemljopisne dužine, istočno od Pečuha. Katolj je 1 km zapadno, sjeverno su 4 km udaljena Litoba i 3,5 km udaljena Maraza, a Kemed je 3,7 km južno.

## Upravna organizacija
Upravno pripada Pečvarskoj mikroregiji u Baranjskoj županiji. Poštanski broj je 7661.

## Stanovništvo
Seluv ima 179 stanovnika (2001.).
1910. je imalo 417 stanovnika, od čega 246 Mađara i 171 Nijemaca. 410 je bilo rimokatolika i 6 izraelita.

## Vanjske poveznice
- (mađ.) Szellő Önkormányzatának honlapja
- Seluv na fallingrain.com